# 哈肯萨克 (新泽西州)
哈肯萨克（英語：Hackensack）位于美国紐泽西州北部，是伯根县的郡治。据2010年美国人口普查，哈肯萨克市共有43,010人。
哈肯萨克是纽约都会区的内圈郊区，约距曼哈顿中城西北12英里（19千米），距乔治·华盛顿大桥7英里（11千米）。市内很多地方可以眺望纽约天际线。在1921年前，哈肯萨克的官方名称是紐巴巴多斯乡，但是“哈肯萨克”之名那时已经广泛被采用。1921年哈肯萨克市正式设立。
哈肯萨克市一大特色是尽管其本身地域不大，却与很多行政区接壤，且土地使用状况，诸如公共设施、住宅房屋、自然景观和公园，十分多样。既有大约一英里长的新式高楼大厦区，也有很多低密度住宅区。其境内公共设施场所包括一家大型医院，一所监狱，一些政府大楼，一个大学的主校区，一个工业区，一个小型城市商业中心（其中有一个法庭），一些小型邻里商业区；其居住设施则包括了典型的独门独户住宅，两户住宅，大型古典住宅，以及花园式大型公寓；另外有一条潮汐河,两个郡立自然保护区，多个市立公园。这多种多样的土地使用方式，使得给这个城市一个具体的功能定位颇为困难。
费尔里·狄金生大学的大都会校区横跨哈肯萨克河两侧，一侧在哈肯萨克境内，另一侧则在提內克境内。哈肯萨克还有紐泽西海军博物馆，美国海军二战潜艇“灵号”永久停泊在那里。
1923年，著名宇航员瓦尔特·施艾拉出生于哈肯萨克市。